# Das indische Grabmal (1921)
Das indische Grabmal ist ein Monumentalfilm und Stummfilm des Regisseurs Joe May in zwei Teilen. Der erste Teil trägt den Titel „Die Sendung des Yoghi“, der zweite Teil heißt „Der Tiger von Eschnapur“. Das Drehbuch schrieben Fritz Lang und Thea von Harbou nach dem gleichnamigen Roman von Thea von Harbou, gefilmt wurde in Woltersdorf und Rüdersdorf bei Berlin. Die Uraufführung fand am 22. Oktober 1921 (1. Teil) und am 19. November 1921 (2. Teil) im Ufa-Palast am Zoo in Berlin statt.

## Handlung
Teil 1: Die Sendung des Yoghi
Der Maharadscha von Eschnapur entsendet seinen Yoghi Ramigani zum Architekten Herbert Rowland nach England. Dieser soll für die Gemahlin des Maharadscha ein Grabmal bauen. Rowland unterliegt dem Bann des Yoghi und folgt ihm umgehend nach Indien. Er hinterlässt seiner Braut Irene einen Brief, der sie über das Ziel der Reise informiert, aber vom Yoghi weggezaubert wird. Irene findet dank Rowlands Diener dennoch das Reiseziel heraus und eilt ebenfalls nach Eschnapur.
Der Maharadscha vertraut sich Rowland an. Es stellt sich heraus, dass Savitri, die Fürstin, noch lebt und in ihren Gemächern gefangengehalten wird. Weil sie eine Liebesaffäre mit dem britischen Offizier Mac Allan hatte, will der rachsüchtige Maharadscha beide mit dem Tode bestrafen. Die Tänzerin Mirrjha fungiert als heimliche Liebesbotin zwischen Mac Allen und der im Palast Gefangenen.
Doch auch Rowland und Irene finden sich plötzlich als Gefangene in einem „goldenen Käfig“ wieder, der Willkür des Maharadscha ausgeliefert und unfähig, den schwerbewachten Palast zu verlassen. Der Maharadscha missbilligt Irenes Anwesenheit und verfügt eine Kontaktsperre zu Rowland, damit dessen Kreativität nicht beeinträchtigt wird und er in Ruhe arbeiten kann.
Die Jäger des Maharadscha heften sich an Mac Allans Spuren. Er wird während einer Tigerjagd in einen Hinterhalt gelockt und kann nach wilder Schießerei und verzweifeltem Kampf nur mit knapper Not entkommen.
Teil 2: Der Tiger von Eschnapur
Irene erfährt, dass Rowland sich den Befehlen des Maharadscha widersetzt hat und den Kontakt zu ihr gesucht hat. Durch den Fluch eines Büßers ist er nun leprakrank geworden und vegetiert in Quarantäne im Hof der Aussätzigen vor sich hin. Auf Bitten von Irene wird er vom Yoghi Ramigani geheilt.
Mac Allan wird nach kopfloser Flucht durch die Wildnis von den Tigerjägern des Maharadscha eingefangen und in den Kerker des Palastes geworfen. Der Maharadscha lässt ihn von seinen Tigern zerfleischen.
Auch die Tänzerin Mirrjha ist als Vertraute der Fürstin nicht vor der Rache des Fürsten sicher. Sie wird durch einen gezielten Schlangenbiss ermordet. Sterbend warnt sie Rowland und Irene vor deren eigenen Tod. Also beschließen diese, gemeinsam mit der Fürstin zu fliehen. Des Nachts schießen sie sich den Weg aus dem Palast frei, rudern über den See, der diesen umschließt, und fliehen in ein steiles, felsiges Tal, dicht gefolgt vom Fürsten und seinen Häschern. Mit knapper Not entkommen sie über eine Hängebrücke, welche Irene vor ihrer Überquerung abschneidet. Als der eintreffende Maharadscha droht, Irene zu töten, wenn die Flüchtenden nicht aufgeben, stürzt sich die Fürstin verzweifelt in den Abgrund und stirbt. Der rachedurstige Maharadscha bricht zusammen und bereut seine Taten. Nun baut Rowland doch das geplante Grabmal, als Mahnmal einer großen Liebe und einer großen Schuld. Am Ende liegt auf dessen Vortreppe der Maharadscha, leidend, verzweifelt, in ein Büßergewand gehüllt, während Rowland und Irene sich auf den Heimweg nach England machen.

## Bedeutung
Das indische Grabmal ist ein opulenter Monumentalfilm mit vielen prächtigen exotischen Kostümen und Interieurs, zahlreichen Großbauten, hunderten von Statisten und mit exotischen wilden Tieren. Damit ist er typisch für die deutsche Kinoproduktion der Jahre nach dem Ersten Weltkrieg. Auch das dramaturgische Konzept mit zwei aufeinander aufbauenden abendfüllenden Teilen entspricht damaligen Gepflogenheiten und findet sich auch in anderen Produktionen jener Zeit wieder, z. B. in Dr. Mabuse, der Spieler oder Die Nibelungen. Auch vom österreichischen Monumentalfilm Sodom und Gomorrha existierte eine „Zweiabend“-Fassung.